# 食漫
『食漫』（しょくまん）は、かつて日本文芸社が発行していた日本の月刊漫画雑誌。毎月10日頃に発売され、通巻20号が発行された。単行本レーベルはニチブンコミックス。
本項では、大阪書籍より発行された同名の漫画本についても記す（#食漫（大阪書籍））。

## 概要
2009年5月11日に『別冊漫画ゴラク』6月号増刊として創刊。
“B級グルメ”をテーマにした漫画誌。オール新作書き下ろしで、連載作家にはビッグ錠、加藤唯史、土山しげる、ラズウェル細木らグルメ漫画の名手が名を連ねた。特集記事ではB級グルメやB-1グランプリを取り上げ、グラビアページで紹介。読み物企画では、なぎら健壱や久住昌之、ジャイアント白田、小久保領子らのエッセイが連載された。キャッチフレーズは「B級グルメ探求漫画誌」（1〜5号）、「激ウマ満腹グルメ漫画誌」（6〜20号）。
看板作品は『週刊漫画ゴラク』に連載されていた「食キング」の続編「極食キング」（土山しげる）。表紙絵のメインを最も多く飾った。
最終号（2011年1月号）で、連載作品のほとんどが完結することになったが、「極食キング」と「食の軍師」（泉昌之）の2作はそれぞれ『別冊漫画ゴラク』『週刊漫画ゴラク』に移籍する形で連載継続された。

## 掲載作品
五十音順。数字は発行月（発売月の翌月）。
連載作品
- 味師銀平 妖刀伝（作画：橋本孤蔵 / 原作：ビッグ錠）：2010年5月 - 2011年1月
- 駅弁特急（井上いちろう）：2009年6月 - 2011年1月
- 輝けシャイン食堂（いがらし惠）：2010年8月 -
- かすみの一杯（ラズウェル細木）：2010年7月 - 2010年10月
- 簡単!電子レンジ料理（仲居ゆかり）：2009年6月 -
- 北の寿司姫 『江戸前の旬』特別編（漫画：さとう輝 / 原作：九十九森）：2009年6月 - 2011年1月　※「札幌『鮨 結城 すすきの分店』奮闘記」
- 喰道楽（ラズウェル細木）：2009年6月 -
- グルメ探偵りょうじ（加藤唯史）：2009年6月 - 2010年11月
- 激辛クッキング（渡瀬のぞみ）：2009年11月 - 2010年7月
- 極食キング（土山しげる）：2009年6月 - 2011年1月→『別冊漫画ゴラク』に移籍（2011年3月号）
- 食の軍師（泉昌之)：読切（2010.01）→隔月（2010.02）→毎月（2010.08）連載→『週刊漫画ゴラク』に移籍（2011.4/22号）
- 絶品!名古屋メシ（榊こつぶ）：2009年6月 - 2011年1月  ※単行本タイトル「美味しい名古屋を食べにこまい」
- 作食ってみました 〜目指せ!激ウマ男料理!!〜（江口賢一）：2009年6月・7月
- つまみの酒肴（漫画：矢也晶久  / 原作：青木健生 / 料理監修：田上有香）：2009年6月
- 突撃取材!グルメ食べっぱなし（むかいてっぺい）： 2010年4月 - 2011年1月
- 丼なモンダイ!（吉開寛二 / 原作：花形怜）：2009年7月 - 2011年1月
- 野良麺（富沢順）：2009年6月 - 2011年1月 / 読切（『別冊漫画ゴラク』No.606）→連載化
- パスタの王国（中祥人）：2009年6月 - 2010年3月
- ビッグ錠のうろうろグルメン（ビッグ錠）：2009年6月 - 2011年1月
- ふるさとグルメ日本征腹!!（後藤ユタカ）：　 - 2011年1月
- 文士のお取り寄せ（作画：本庄敬 / 原作：五十子肇→壬生篤）：2009年12月 - 2011年1月　※単行本タイトル「文豪の食彩」
- 「本当にあった○○の店」シリーズ（細井ちえ）：　 - 2011年1月
- レシピエンジェル（細井ちえ）：2009年6月 - 2010年10月
- レトルト革命（ブロン園田）：2009年6月 -

読切
- 完璧!キッチリーマン（東里桐子。）：2010年8月

## コミックとり漫
『食漫』の関連書籍として、日本国鳥取県の食や思い出などをテーマとした『コミックとり漫』を2011年（平成23年）12月12日に発行し、同国内の書店及びコンビニエンスストアで販売された。発行部数は1万部としている。2012年（平成24年）に開催される「国際マンガサミット鳥取大会」並びに同県の地域活性化や観光振興に結びつける取り組み「まんが王国とっとり」の広報も兼ねる。同県出身の漫画家等と『食漫』の執筆陣による読み切り漫画に加え、同県出身の谷口ジローの随筆も収録した。
- 『コミックとり漫：まんが王国とっとり』漫画ゴラク「食漫」編集部 編、日本文芸社、東京、2011年12月。ISBN 978-4-537-12827-7。 NCID BB07756516。OCLC 813493364。全国書誌番号:22021118。

収録漫画作品
- 鳥取県出身漫画家等
  - 藤原芳秀『劇画★因幡の兎』[5]
  - 伊藤ゆう『とっと りっと』[4]
  - 細川雅巳『DUNE－ヅネ－』[4]
  - 宏橋昌水『さかのぼり雨滝』[4]
  - 坂本久作『汽車に手を振る日』[4]
  - 大地翔『GO!GO!よなGO!!』[4]
  - 玄太郎『ナガイモ王子』[4]
  - 川崎三枝子『こんにちは川崎三枝子です』[5]
  - あばたたろう『鳥取好きのブルース』[4]
- 「食漫」執筆漫画家
  - うえやまとち『うっとり おっとり とっとりけん』[5]
  - 土山しげる『喧嘩ラーメン in 鳥取』[5]
  - ラズウェル細木『酒のほそ道〜特別編〜 とうふちくわ』[5]
  - 井上いちろう『駅弁ぶらり旅〜山陰本線をゆく〜』[5]
  - 九十九森&さとう輝『江戸前の旬•境港•米子編』[5]

## 食漫（大阪書籍）
『食漫 vol.00 -1冊すべて食べられる!?オール読みきり漫画本-』
食をテーマにしたアンソロジーコミック。大阪書籍より2007年10月15日に発売。定価609円（税込）。表紙はタレントの彦摩呂の顔面アップ写真。ナンバリングされているが続刊は無い。
- 発行人：大西一義 / プロデューサー：まつだけんじ　/ ISBN 4754850211

### 掲載作品
- カレー日和（画：フカキショウコ / 話：白川晶）
- キネマ厨房（画：きりがみやび / 話：青地紀一郎）
- 土産犬（ひよこマイク）
- la vie en ROSE（画：中村翔 / 原案：原田和子）
- ミジガーキ(渇き)（画：秋月めぐる / 話：田中誠一）
- 柏屋コッコの酔いどれ人生万漫才!!（柏屋コッコ）
- ぷち・ぷらいす（画：渡瀬のぞみ / 話：北浜かぶと）
- 河童の食卓（阿部洋一）
- 少年とりとりよせよせ団（久遠真人）
- 何でも食べまっせぇ〜! 彦摩呂突撃インタビュー（前編/後編） - 非マンガ